# Marion Ravn

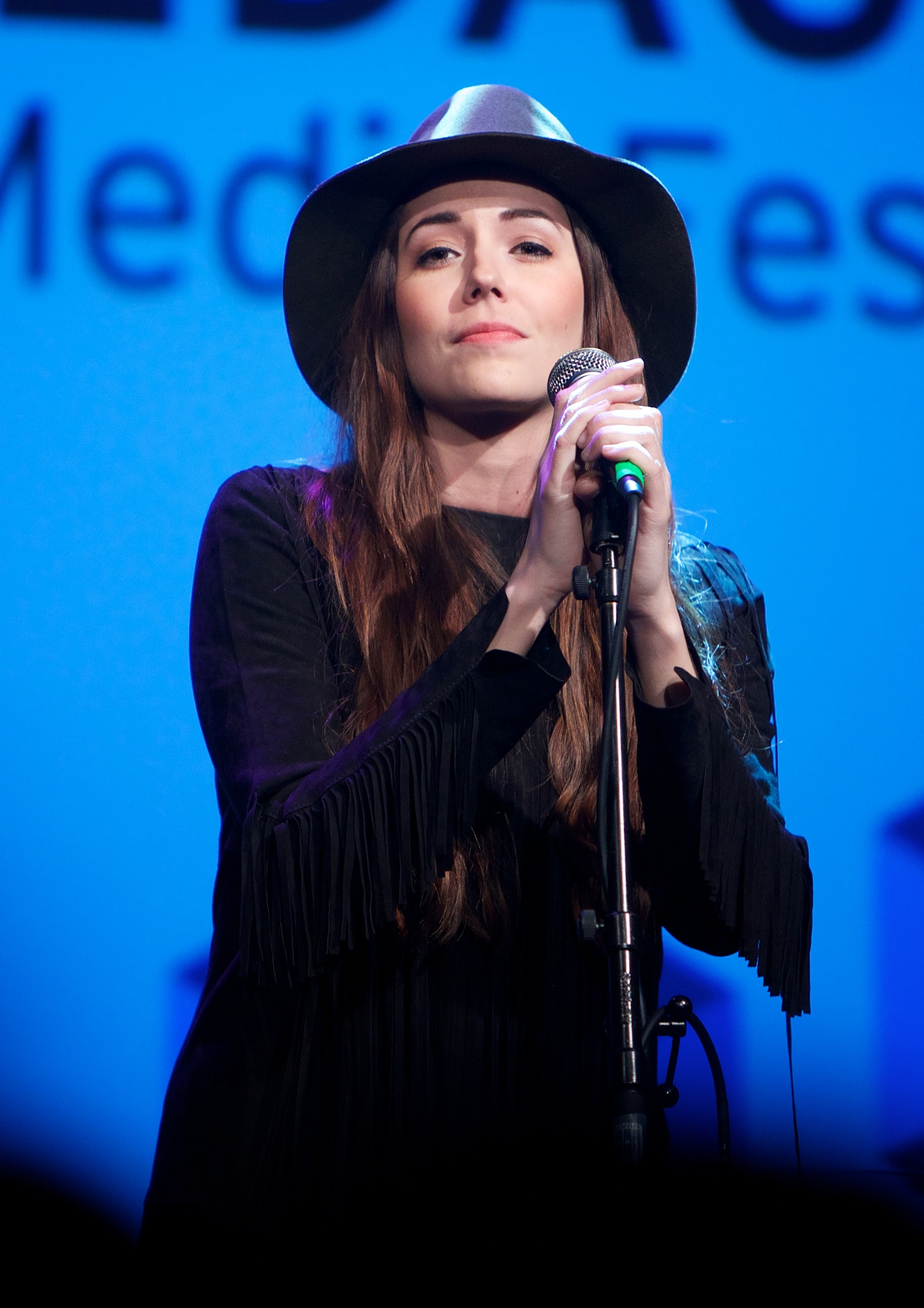
Marion Ravn, 2013

Marion Elise Ravn (* 25. Mai 1984 in Lørenskog) ist eine norwegische Sängerin. Erste Bekanntheit erlangte sie in den 1990er-Jahren als Teil des Duos M2M. Als Solokünstlerin nutzte sie zunächst den Künstlernamen Marion Raven.

## Leben
Ravn wuchs im Osten von Oslo, in der Kommune Lørenskog, auf. Gemeinsam mit Marit Larsen gab sie im Jahr 1996 das Album Synger kjente barnesanger heraus. Für das Werk erhielten sie eine Nominierung beim Musikpreis Spellemannprisen 1996 in der Kategorie für Kinderalben. Unter dem Namen M2M erhielten Ravn und Larsen im Jahr 1998 einen Vertrag bei US-amerikanischen Label Atlantic Records. Ravn war zu diesem Zeitpunkt 14 Jahre alt. M2M gelang es schließlich im Jahr 2000, mit dem Lied Don’t Say You Love Me in die US-amerikanischen und die britischen Charts einzuziehen. Zusammen gaben sie die beiden Alben Shades of Purple (2000) und The Big Room (2002) heraus. Im Jahr 2002 trennte sich das Duo und Atlantic Records nahm Ravn als Solokünstlerin unter Vertrag.
Ravn nutzte als Solokünstlerin zunächst den Künstlernamen Marion Raven, eine englische Übersetzung ihres Nachnamens (deutsch Rabe). Mit dem Album Here I Am erreichte sie 2005 den sechsten Platz der norwegischen Albumcharts. Im Jahr darauf konnte sich Ravn gemeinsam mit Meat Loaf und dem Lied It’s All Coming Back to Me Now auf dem ersten Platz der norwegischen Singlecharts platzieren und in die britischen, österreichischen, deutschen und Schweizer Singlecharts einziehen. Es folgte im Jahr 2007 das Album Set Me Free, das kommerziell weniger erfolgreich war und sich nicht in den Charts platzieren konnte.
Im Jahr 2010 fungierte Ravn als Mentorin bei der norwegischen Version von The X Factor. Bei der Castingshow Idol wirkte sie 2011 als Jury-Mitglied. Im Jahr 2013 nahm sie an der TV-Show Hver gang vi møtes teil. Ihr im April 2013 veröffentlichtes Album Songs From a Blackbird erreichte erneut die norwegischen Albumcharts. Es folgten in den Jahren 2014 und 2015 die beiden Alben Scandal Vol. 1 und Scandal Vol. 2. Im Jahr 2016 fungierte sie als Jurorin bei der Castingshow The Stream. Mit Mellom disse 4 vegger gab Ravn im Jahr 2019 erstmals ein Album in norwegischer Sprache heraus. Zu Beginn des Jahres 2020 spielte sie im Musical Chess am Folketeateret mit. Seit Herbst 2020 ist Ravn Teil des Rateteams der bei NRK ausgestrahlten Musikshow Maskorama. Im Februar 2023 veröffentlichte sie das Album Ti ville hester. Gemeinsam mit Fredrik Solvang moderierte sie den Melodi Grand Prix 2024.

## Auszeichnungen
- 1996: Spellemannprisen, Nominierung in der Kategorie „Kinderalben“ (Marit & Marion, für Synger kjente barnesanger)[15]

## Diskografie

### Als Solokünstlerin

#### Alben
| Jahr | Titel                  | Höchstplatzierung, Gesamtwochen, AuszeichnungChartsChartplatzierungen (Jahr, Titel, Platzierungen, Wochen, Auszeichnungen, Anmerkungen) | Anmerkungen                              |
| Jahr | Titel                  | NO | Anmerkungen                              |
| ---- | ---------------------- | --- | ---------------------------------------- |
| 2005 | Here I Am              | NO6 (9 Wo.)NO | Erstveröffentlichung: 17. Juni 2005      |
| 2013 | Songs From a Blackbird | NO3 (9 Wo.)NO | Erstveröffentlichung: 5. April 2013      |
| 2014 | Scandal Vol. 1         | NO24 (1 Wo.)NO | Erstveröffentlichung: 11. September 2014 |
| 2015 | Scandal Vol. 2         | NO26 (1 Wo.)NO | Erstveröffentlichung: 2. Februar 2015    |

Weitere Alben
- 2006: Heads Will Roll (EP)
- 2007: Set Me Free
- 2019: Mellom disse 4 vegger
- 2023: Ti ville hester

#### Singles
| Jahr | Titel Album                                                              | Höchstplatzierung, Gesamtwochen, AuszeichnungChartplatzierungen (Jahr, Titel, Album, Platzierungen, Wochen, Auszeichnungen, Anmerkungen) | Höchstplatzierung, Gesamtwochen, AuszeichnungChartplatzierungen (Jahr, Titel, Album, Platzierungen, Wochen, Auszeichnungen, Anmerkungen) | Höchstplatzierung, Gesamtwochen, AuszeichnungChartplatzierungen (Jahr, Titel, Album, Platzierungen, Wochen, Auszeichnungen, Anmerkungen) | Höchstplatzierung, Gesamtwochen, AuszeichnungChartplatzierungen (Jahr, Titel, Album, Platzierungen, Wochen, Auszeichnungen, Anmerkungen) | Höchstplatzierung, Gesamtwochen, AuszeichnungChartplatzierungen (Jahr, Titel, Album, Platzierungen, Wochen, Auszeichnungen, Anmerkungen) | Höchstplatzierung, Gesamtwochen, AuszeichnungChartplatzierungen (Jahr, Titel, Album, Platzierungen, Wochen, Auszeichnungen, Anmerkungen) | Anmerkungen   |
| Jahr | Titel Album                                                              | DE | AT | CH | UK | NO | SE | Anmerkungen   |
| ---- | ------------------------------------------------------------------------ | --- | --- | --- | --- | --- | --- | ------------- |
| 2005 | Here I Am                                                                | — | — | — | — | NO20 (1 Wo.)NO | — |               |
| 2005 | Break You Here I Am                                                      | — | — | — | — | NO9 (10 Wo.)NO | SE51 (2 Wo.)SE |               |
| 2006 | It’s All Coming Back to Me Now Bat out of Hell III: The Monster Is Loose | DE7 (19 Wo.)DE | AT17 (15 Wo.)AT | CH21 (16 Wo.)CH | UK6 Silber · (10 Wo.)UK | NO1 (21 Wo.)NO | — | mit Meat Loaf |